# سايبرسيكس
سايبرسيكس (بالإسبانية: Cybersix) هي سلسة كاريكاتير أرجنتينيّة رسمها كارلوس ميغليا ونُشرت لأول مرة في عام 1992. ظهرت السلسلة للمرة الأولى باللّغة الإسبانيّة في تشرين الثاني/نوفمبر 1993 وقد سُميت بهذا العنوان نسبة لبطلة السلسلة سايبسيكس التي تتميّز بقوّة خارقة حيث تدرس بشكل عادي في النّهار رفقة زميلاتها لكننها تتحول لمقاتلة في الليل تخوض معارك باستخدام أسلحة بيولوجية. تمّ تحويل هذا الكاريكاتير في عام 1995 إلى مسلسل تلفزيوني  ثم حُوّلَ مرة أخرى في عام 1999 إلى سلسلة الرسوم المتحركة مكوّنة من ثلاث عشر حلقة بواسطة طوكيو موفي شينشا.

## القصّة
الدكتور فون ريشتر هوَ عضوٌ في شوتزشتافل والحزب النازي. يتخصّصُ هذا الدكتور في الهندسة الوراثيّة وقد عملَ في معسكرات الاعتقال النازية خلال الحرب العالمية الثانية حيث حاولَ غرس سيبرنيطيقا في أعضاء جثث القتلى من السجناء في محاولة منه لإحيائهم باعتبارهم أعضاءَ في جيش الفوهرر. بعدما هزمت قوات الحُلفاء القوات النازية؛ يستمرّ ريشتر في تجاربه في أمريكا الجنوبية. نجحَ في واحدة من تجاربه فتمكّن بذلك من صنع سايبر التي تمتلكُ قوة خارقة وخفة في الحركة. ولكن شيئا ما كان خاطئا فسايبر التي صمّمها الدكتور كانت على أساس أنّها ستُحاكي العواطف البشريّة لكنها فشلت في ذلك. تبدأ سايبر في عصيان أوامر الدكتور فيقوم بتدميرها ثم يصمم سايبر جديدة يُطلق عليها اسم سايبر-29 لكنها تُدمر هي الأخرى بعدما سقطت من فوق هاوية. يواصل الدكتور عمله وينجحُ هذه المرة في صنع سايبر-6 لكنّها هي الأخرى تتمرد عليه ولا تلتزم بما يقوله. يُحاول الدكتور إخضاعها فيفشلُ في ذلك وبعد شد وجر من هنا ومن هناك تفر سايبرسيكس وتوهم الدكتور أنّها قد دُمرت خلال حادث سيارة بينما نجحت هي في الحقيقة في إيجاد منزل لها والعيش فيه بسلام. يواصلُ ريشتر تجاربه الوراثيّة في حين تعملُ سايبرسيكس على محاربته وقتال كل ما ينجحُ في تهجينه من أجل حماية البشريّة.

### الأداء الصوتي
- كاثي ويسولك في صوت سايبرسيكس
- مايكل دوبسون في صوت لوكاس أماتو
- تيري كلاسين في صوت فون ريشتر
- أندرو فرانسيس في صوت جوليان
- أليكس دوديك في صوتِ خوسيه
- جانيس جود في صوت لوري أندرسون
- هارفي في صوت تيرا

## الجدل مع مسلسل ملاك الظلام
رفعَ كاتب السلسلة دعوى قضائيّة ضدّ المُخرج جيمس كاميرون وشبكة فوكس التلفزيونية مدعيًا فيها أن كاميرون قد سرقَ سلسلته الكاريكاتيريّة خلال مسلسله ملاك الظلام. يرى كاتب سايبرسيكس أنّ كاميرون قد تعمّد سرقة أفكاره مع إدخال بعض التعديلات حتى لا تبدو للوهلة الأولى على أنّها كذلك. في عام 2007؛ وخلالَ مُقابلة معَ تريلو؛ ذكر الكاتب أنّه لم يعد قادرًا على الاستمرار في الدعوى بسبب نقص الموارد المالية بل أكّد نيته إسقاطها على الرغم من أن القضية لا تزال مثار جدل.

## ملاحظة
1. ↑  في الحقيقة تُدعى بطلة السلسة سايبر-6 وعُرفت أكثر بسايبرسيكس نسبة لطريقة النطق باللغة الإنجليزية